# Aventuras de un niño irlandés
"Aventuras de un niño irlandés" ( P’tit-Bonhomme) es una novela del escritor francés Jules Verne aparecida en la "Magazine de ilustración y recreo" ("Magasin d’Education et de Récréation") desde el 1 de enero hasta el 15 de diciembre de 1893, y como libro en un volumen doble publicado el 23 de noviembre del mismo año.

## Tema
Verne describe las aventuras de un niño huérfano desde sus primeros años hasta la edad adulta.

## Argumento
Un joven huérfano supera la adversidad a medida que va creciendo. Así, empieza su propio negocio con la ayuda de otro huérfano, cuya vida había salvado. Verne comienza a contar las aventuras e historias de este muchacho desde que era pequeño hasta que se establece y triunfa a la edad de quince años.

## Capítulos

### Tomo I - Los primeros pasos
- I Al fondo, Connaught.
- II ¡Marionetas reales!
- III El hospicio.
- IV El entierro de una gaviota.
- V Otra vez el hospicio.
- VI Limerick.
- VII Situación comprometida.
- VIII La granja de Kerwan.
- IX La granja de Kerwan (continuación).
- X Qué pasó en Donegal.
- XI Cómo ganar una prima.
- XII La vuelta.
- XIII Bautismo por partida doble.
- XIV Y todavía no tiene nueve años.
- XV Un mal año.
- XVI El embargo.

### Tomo II - Últimas etapas
- I Sus Señorías.
- II Durante cuatro meses.
- III Trelingar Castle.
- IV Los lagos de Killarney.
- V Perro pastor y perros de caza.
- VI Dieciocho años entre los dos.
- VII Siete meses en Cork.
- VIII Primer fogonero.
- IX Una idea comercial de Bob.
- X En Dublín.
- XI El bazar de “La Calderilla”.
- XII Cómo se encuentran.
- XIII Cambio de color y de estado.
- XIV El mar de tres lados.
- XV Y ¿por qué no?

## Temas vernianos tratados

### Niños
Verne trata nuevamente el tema de niños como protagonistas que también trato en historias como "Un capitán de quince años" (1878), "Dos años de vacaciones" (1888) y "Los piratas del Halifax" (1903), siendo esta historia la menos conocida.

### Homenajes
La historia está claramente inspirada en la literatura inglesa, especialmente en los escritos de Charles Dickens: tiene similitudes con "Oliver Twist". Otras novelas vernianas que constituyen homenajes son: 
- "Escuela de Robinsones" (1888):  es una parodia de "Robinson Crusoe" (1719), de Daniel Defoe.

- "Matías Sandorf": es un claro homenaje a "El conde de Montecristo (1844), de Alejandro Dumas.

- "La esfinge de los hielos": es la genial continuación de "La narración de Arthur Gordon Pym" (1838), de Poe.

- "Segunda patria": es la continuación de "El Robinson Suizo" (1812), de Wyss.

### Irlandeses
Al igual que en "Los hermanos Kip", en "Aventuras de un niño irlandés" se hace mención de la condición de los irlandeses.